# Напад у Ници 2016.
Дана 14. јула 2016. године десио се напад на гомилу људи који су прослављали Дан пада Бастиље у граду Ници у Француској. Камион који је возио Тунишанин Мухамед Бухлел је намерно улетео у маси људи на Енглеској променади праћен масовном пуцњавом која је усмртила 84 људи. Пуцњава је у први мах погрешно сматрана за ватромет. Возач је возио великом брзином преко 100 метара, када је ударио у масу посматрача. На крају су га убили припадници полиције.

## Напад
Отприлике око 10:50 часова увече, камион је прешао два километра преко велике масе људи на Дез Англез променади у Ници. Камион је ишао брзином између 32 и 40 километара на час. Грађани су прослављали Дан пада Бастиље и сакупили се да присуствују ватромету. 
Себастијан Гумберт, подперфект департмана Приморски Алпи, је изјавио да је „број мртвих екстремно велики”. Изјавио је да је било размене ватре и да је возач камиона убијен, што су и очевици такође изјавили. Претрагом камиона је утврђено да је био пун оружја и бомби.
Наводно су очевици видели носила како се уносе и износе из неидентификованог ноћног клуба у источној Ници у вести да је тамо напад извршио нападач.
Председник региона Нице, Кристијан Естрози је изјавио да је више од 70 људи убијено у нападу. Укупно је убијено 85 особа, укључујући нападача, а рањене су 303 особе од којих 18 критично.

## Реакције

### Међународне
- Канада: Премијер Џастин Тридо је написао: „Канађани су шокирани вечерашњим нападом у Ници. Наше саучешће жртвама и солидарност са француским народом.”[12][1]
- Португал: ПредседникМарсело Рибело ди Соза је послао телеграм саучешћа своме француском колеги.[13] Премијер Антонио Коста је изјавио да његова влада о„суђује и чврсто осуђује овај напад који још једном циља на Француску и све Европљане... Португал пати заједно са Француском овог 14. јула, Националног дана Француске... Сви делимо вредности слободе, једнакости и братсва.”[14]
- УК: Премијерка Тереза Меј је обавештена о нападима. Неименовани портпарол из Даунинг стрита је изјавио: „Сви смо забринути и шокирани тамошњим сценама. Наше мисли су са свима на које овај догађај утиче.”[15]

- САД Председник САД Барак Обама је осудио напад.[16]

### Интернет
Многи људи у Ници су користили социјалну мрежу, нарочито Твитер, да помогну другима да пронађу склониште, користећи хештег #portesouvertesnice (отвори врата Ницо), који је такође коришћен у скоријим нападима у Француској.